# Wymiar Delta
Wymiar Delta (ang. Delta State, 2004–2005) – serial science fiction, którego bohaterami są czterej dwudziestolatkowie.

## Fabuła
Czterej nastolatkowie: Luna, Claire, Martin i Philip posiadają nadprzyrodzone moce, których używają do walki z ryfterami. Każdy z nich cierpi na amnezję – nie pamiętają, co robili w przeszłości i kim byli. Ich opiekunem i przewodnikiem po Wymiarze Delta zostaje Brodie. Z czasem przyjaciele odkrywają swoje pochodzenie oraz to, że Brodie też jest ryfterem.

## Wersja polska
Opracowanie wersji polskiej: Start International Polska

Reżyseria: Joanna Wizmur

Dialogi polskie:
- Anna Celińska,
- Katarzyna Wojsz,
- Bartosz Wierzbięta,
- Andrzej Wójcik,
- Piotr Radziwiłowicz

W polskiej wersji wystąpili:
- Joanna Węgrzynowska – Claire
- Agnieszka Kunikowska – Luna
- Leszek Zduń – Philip
- Jacek Kopczyński – Martin
- Artur Kaczmarski – Brodie
- Jacek Rozenek – Sven
- Anna Sroka – Maria

i inni

## Spis odcinków
| Nr             | Polski tytuł                  | Angielski tytuł     |
| -------------- | ----------------------------- | ------------------- |
|                |                               |                     |
| SERIA PIERWSZA |                               |                     |
|                |                               |                     |
| 01             | Pierwszy kontakt              | First contact       |
| 02             | Pierwszy kontakt              | First contact       |
|                |                               |                     |
| 03             | Studium naukowe               | A Case Study        |
|                |                               |                     |
| 04             | Chantal                       | The Reading         |
|                |                               |                     |
| 05             | Zimna fuzja                   | Fusion              |
|                |                               |                     |
| 06             | Dziewczyna Philipa            | The Girlfriend      |
|                |                               |                     |
| 07             | Głosuj na Ryftera             | Vote Rifter         |
|                |                               |                     |
| 08             | Armagedon                     | Cabin Fever         |
|                |                               |                     |
| 09             | Rozum kontra materia          | Mind over Matter    |
|                |                               |                     |
| 10             | Przebłysk przeszłości         | Blast From The Past |
|                |                               |                     |
| 11             | Przekleństwo nieśmiertelności | Curse of The Undead |
|                |                               |                     |
| 12             | Przebudzenie                  | Awakening           |
|                |                               |                     |
| 13             | Psychoza                      | Claire’s Crack Up   |
|                |                               |                     |
| 14             | Nie wybrana droga             | Road Not Taken      |
|                |                               |                     |
| 15             | Psychoterapial                | Couch Time          |
|                |                               |                     |
| 16             | Labirynt                      | Labyrinth           |
|                |                               |                     |
| 17             | Pomieszanie gatunków          | A Mix Up Of Genres  |
|                |                               |                     |
| 18             | Szkolenie                     | A Training Day      |
|                |                               |                     |
| 19             | Słodkich snów                 | Sweet Dreams        |
|                |                               |                     |
| 20             | Operacja na mózgu             | Brain Scan          |
|                |                               |                     |
| 21             | Fałszywa tożsamość            | False Identities    |
|                |                               |                     |
| 22             | Kula                          | The Orb             |
|                |                               |                     |
| 23             | Spory rodzinne                | Restraining Order   |
|                |                               |                     |
| 24             | Deja vu                       | Deja vu             |
|                |                               |                     |
| 25             | Koło się zamyka               | Full Circle         |
|                |                               |                     |
| 26             | Ostateczne starcie            | The Final Battle    |
|                |                               |                     |

## Opisy wybranych odcinków
- Pierwszy kontakt (część pierwsza) – Zespół ma 48 godzin by przeszkodzić w przejęciu przez Ryfterów sławnego pisarza książek science fiction – Johna Wellera. W wymiarze Delta, w mieszkaniu Carly (łowcy) spotykają ją i kilku innych Ryfterów. Dochodzi także do konfliktów związanych z przeszłością Luny i Martina.

- Pierwszy kontakt (część druga) (kontynuacja odcinka „Pierwszy kontakt (część pierwsza)”) – W wymiarze Delta Phil ratuje Lunę przed rozjechaniem przez pędzący w nich samochód (Luna twierdzi, że to ona próbowała ich przejechać). W tym czasie Sven i łowczyni Carla przygotowują Johna Wellera na przybycie Ryftera Rezydenta. W wymiarze Delta „paczka” zniszczyła akaszę Wellera zanim przybył Ryfter Rezydent.

- Zimna fuzja – Filip zostaje zatrudniony w jednej z elektrowni atomowej jako rzecznik. Nie wierzy swojemu koledze, który mówi, że sekcja siedem nie istnieje, skoro tam przychodzi poczta. Okazało się, że szef korporacji jest Ryfterem, i że używa on energii, aby inni Ryfterzy mogli czerpać energię do regenerowania się. Philip wraz z przyjaciółmi wchodzi do wymiaru, zabijają doktora, a kolega Phila (Jack) dochodzi do siebie.

- Ostateczne starcie – Przyjaciele walczą ze Svenem w laboratorium w Lublinie. Aby pokonać ryfterów, wchłaniają moc Brodie’go. Wyzwolona w ten sposób energia niszczy laboratorium oraz ryfterów i cały Wymiar Delta. Odzyskują oni wspomnienia, a Luna ma wizję, w której wszyscy stają się ryfterami. Nie mówi jednak o niej nikomu.

## Bohaterowie
- Luna – spokojna dziewczyna mająca dar jasnowidzenia,
- Claire – marzycielka, która umie dzięki przedmiotowi przenieść się myślami w dane miejsce,
- Martin – przywódczy mężczyzna posiadający dar telepatii
- Philip – żartowniś umiejący odczytywać co zapisane jest w danym przedmiocie.

### Ryfterzy
Rasa przeciwna ludziom, zamieszkująca Wymiar Delta. Posiadają niezwykłe moce wspomagające im przejmowanie ludzi (Czyli przemianę w Ryftera).
Maria i Sven Ragnar – Dwójka Ryfterów stale depczących czwórce bohaterów po piętach. Wbrew pozorom są oni rodzeństwem. Oboje wykazują się potężną siłą i intelektem.
Sven jest bezwzględnym i dążącym do władzy Ryfterem, nie toleruje zdrady wobec siebie, bezlitośnie niszczy swoich przeciwników. Bardzo łatwo doprowadzić go do szału lub wyprowadzić z równowagi. Sven „hoduje” czubatniczki. Maria jest Ryfterką, wydaje się być tak samo niemiłosierna jak Sven. Mocą jest od niego słabsza, ale intelektem znacznie przewyższa brata. Jej dotychczasowe zachowanie stopniowo zmieniał Philip, w którym się zakochała, podarowała kulę prawdy oraz pomogła w akcji w Lublinie. Zdrada i przejście na stronę ludzi nie spodobała się Svenowi, więc postanowił pozbyć się Marii, licząc na to że bez niej Martin, Claire, Philip i Luna nie będą w stanie wrócić z Delty. Nie przewidział tego, że resztkami sił Maria poświęci się dla ukochanego.

## Kontynuacja
26 kwietnia 2005 roku rozpoczęła się produkcja 2. serii serialu. Miała trwać 26 miesięcy i zakończyć się ok. grudnia 2007, jednak zbyt niska popularność serialu zmusiła producentów do przerwania jej i tym samym zakończenie produkcji.